# Lesululi
Der Lesululi (Foho Lesoluli, Lesoluli) ist ein Berg in der osttimoresischen Gemeinde Bobonaro. Er liegt im Osten des Sucos Meligo (Verwaltungsamt Cailaco), an der Grenze zwischen den Aldeias Mude und Liabote. Einen Kilometer südöstlich befindet sich der Berg Leolaco (Lesululi) mit 1913 m Höhe, dazwischen der Foho Mude (1088 m). Zwischen den Bergen liegt die Siedlung Poerema (Suco Goulolo). Weiter westlich befinden sich die Siedlungen Lesuaben und Baleo (Suco Meligo). Drei Kilometer östlich fließt der Marobo (lokal Aitasio genannt), der bis zum Lesululi ein Becken in Nord-Süd-Richtung bildet.

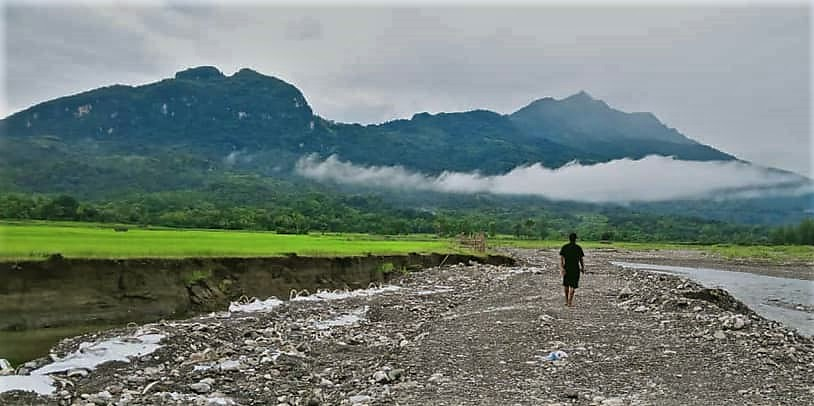
Blick von Norden. Hinter dem Lesululi erhebt sich der Leolaco

Der Berg hat eine fast dreieckige Form und hat einen sanft abfallenden Nordhang, aber hohe Klippen an seinem südlichen und westlichen Rand. Sein Gipfel liegt im Osten des in West-Ost-Richtung etwa 2,5 Kilometer langgezogenen Berges, in der Aldeia Liabote und hat eine Höhe von 1242 m.
2021 wurden am Berg Lesululi die Fossilien eines Ichthyosauriers gefunden.